# Дворец Матеуш
Дворец Матеуш (порт. Palácio de Mateus) — дворец, шедевр архитектуры позднего португальского барокко, расположенный в населённом пункте Матеуш, в пяти километрах от города Вила-Реал в Португалии. С 1910 года дворец имеет статус Национального монумента Португалии (пор.). В 2007 году вошёл в число 21 финалиста проекта Семь чудес Португалии, но в число семи победителей не попал.
Дворец построен в 1740-е годы (вероятнее всего, между 1739 и 1743 годами), архитектор — итальянец Николау Насони, по заказу графа Антониу Жое Ботелью Мурана (порт. Antonio Jose Botelho Mourão). На месте дворца с начала XVII века располагался старый графский дом.
В архитектуре дворца прослеживается чёткое влияние итальянского барокко XVIII века. Особенно главный фасад отличается исключительным богатством убранства и точностью геометрических форм. В плане дворец занимает часть квадрата с различными крыльями, между которыми расположены два внутренних двора. На второй этаж ведут специальные лестницы из этих внутренних дворов. Внутри дворца расположены жилые помещения, часовня и библиотека. Дворец до сих пор находится во владении семьи Ботелью и открыт для посещения.
Вокруг дворца Матеуш имеется парк, в котором находится мраморная скульптура нимфы работы Жозе Кутилейру (пор., 1981). Около дворца построена часовня в стиле барокко XVIII века.